# Кьонделен
Кьонделен (рос. Кёнделен) — село в Ельбруському районі Кабардино-Балкарії Російської Федерації.
Орган місцевого самоврядування — сільське поселення Кьонделен. Населення становить 6338 осіб.

## Історія
Згідно із законом від 27 лютого 2005 року органом місцевого самоврядування є сільське поселення Кьонделен.

## Населення
| 1979  | 2002  | 2010  | 2012  | 2013  | 2014  | 2015  |
| ----- | ----- | ----- | ----- | ----- | ----- | ----- |
| 4975  | ↗5855 | ↗6338 | ↗6345 | ↗6363 | ↗6379 | ↗6382 |
| 2016  | 2017  | 2018  | 2019  | 2020  |       |       |
| ↘6367 | ↗6387 | ↘6366 | ↘6340 | ↗6352 |       |       |